# Ephedra rituensis
Ephedra rituensis — вид голонасінних рослин класу гнетоподібних.

## Поширення, екологія
Країни проживання: Китай (Цинхай, Тибет, Синьцзян). Росте на висотах від 3200 м до 4600 м. Чагарник з сильними, добре розвиненими деревними волокнами. Зростає в сухих піщаних річкових пляжах, в ущелинах скель, піщаних дюнах, або сухих гравійних річкових пляжах. Можливо, воліє вологі умови, тому що більшість зразків були зібрані біля річки чи озера.

## Використання
Стебла більшості членів цього роду містять алкалоїд ефедрин і відіграють важливу роль в лікуванні астми та багатьох інших скарг дихальної системи.

## Загрози та охорона
Серйозних загроз не відомо в даний час. Лише один зразок, як вважають, зібраний в англ. Quomolangma Nature Preserve.